# Lambsdorff

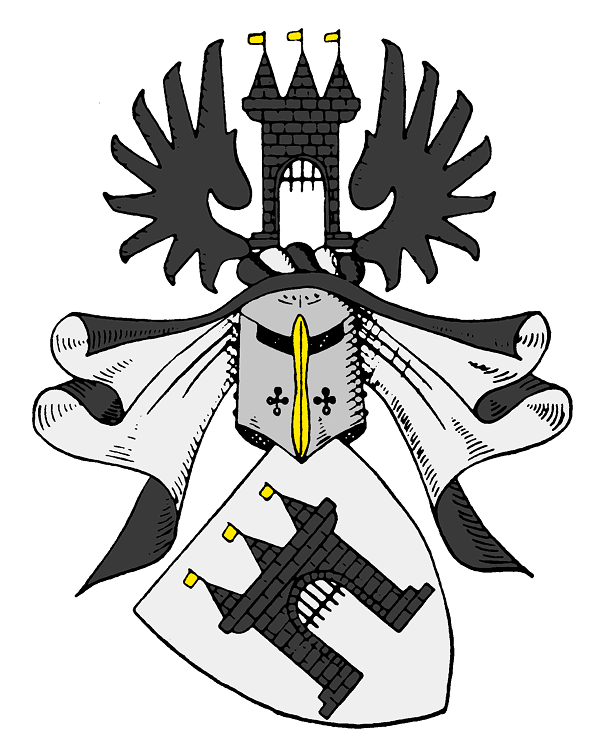
Stammwappen derer von der Wenge und von der Wenge gen. Lambsdorff

Lambsdorff ist der Name eines – ursprünglich westfälischen – deutschbaltischen Uradelsgeschlechts, das mit vollem Namen von der Wenge genannt Lambsdorff heißt.
Damit gibt dieser Name einen doppelten Hinweis auf seinen Ursprungsort: Seine Träger nannten sich von der Wenge nach dem Rittersitz Haus Wenge auf heutigem Dortmunder Stadtgebiet. Der Namenszusatz (und spätere Grafentitel) Lambsdorff geht auf eine alte Schreibweise des jetzigen Dortmunder Stadtteils Lanstrop zurück, in dem Haus Wenge liegt. Die kleine Wasserburg blieb vom Anfang des 13. Jahrhunderts bis 1648 im Besitz der Familie und kehrte im 18. und frühen 19. Jahrhundert nochmals in ihren Besitz zurück.

## Geschichte

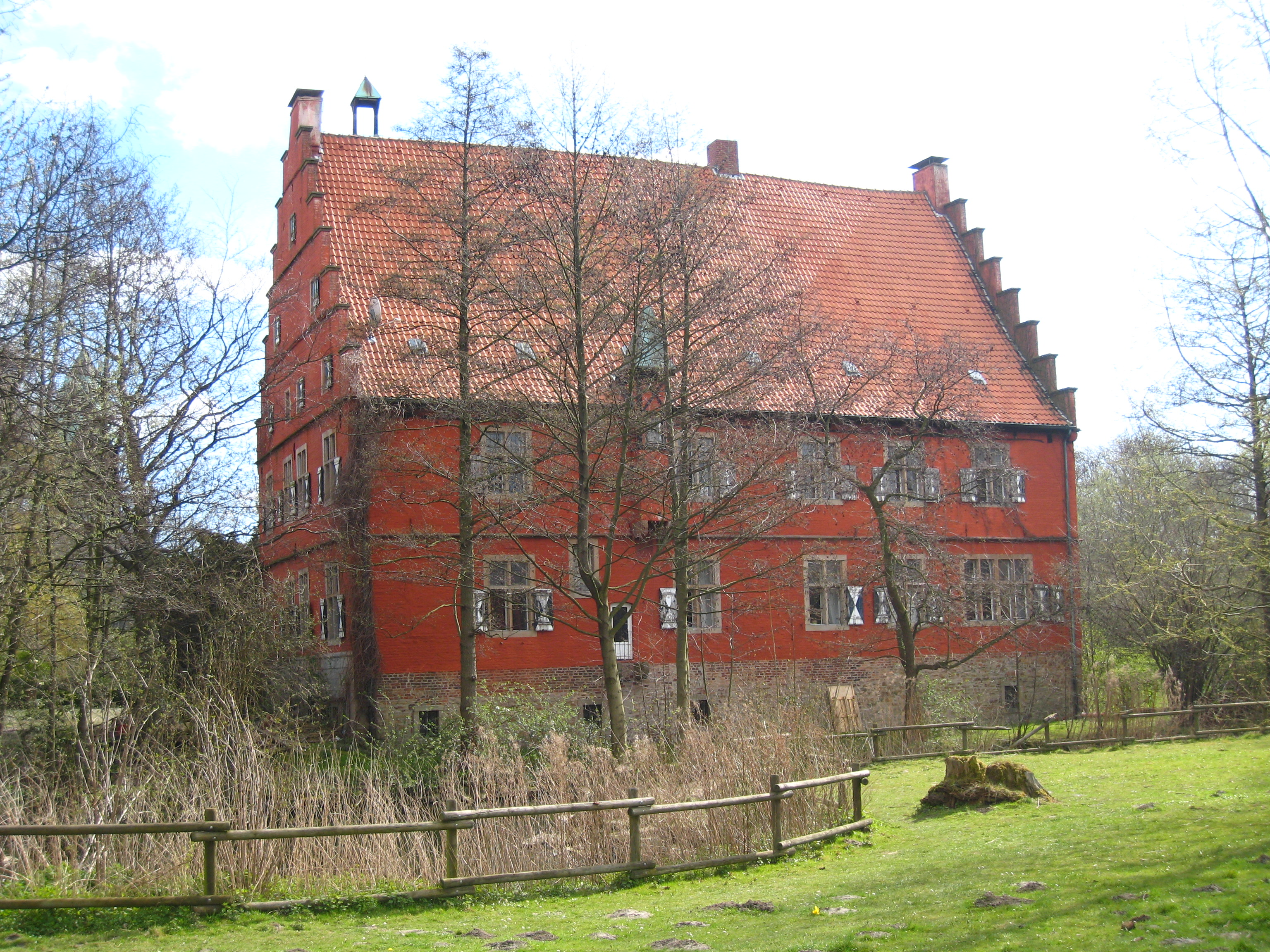
Haus Wenge in Dortmund-Lanstrop

Das Geschlecht taucht erstmals mit dem Ritter Henricus de Wenge am 29. Juli 1239 urkundlich auf. Während eine Linie in Westfalen ansässig und katholisch blieb (die Freiherren von der Wenge), wanderte eine andere (die von der Wenge genannt Lambsdorff) zu Beginn des 15. Jahrhunderts in den Deutschordensstaat im Baltikum aus, wo sie ansässig und in Livland begütert wurde und später zur lutherischen Konfession wechselte. Am 16. Oktober 1620 wurde sie in die kurländischen, am 7. Juli 1800 in die livländischen Ritterschaftmatrikel eingetragen. Am 1./13. Juli 1817 wurde die baltische Linie in Gestalt des russischen Generals der Infanterie Matthias von der Wenge gen. Lambsdorff in den erblichen russischen Grafenstand erhoben. Die preußische Genehmigung zur Führung des Namens Freiherr von der Wenge, Graf von Lambsdorff wurde mit Diplom vom 6. Oktober 1880 erteilt.
Die westfälische Linie starb 1850 mit Friedrich Florens Raban Freiherr von der Wenge, Sohn des Clemens August von der Wenge, aus. Haus Wenge und Schloss Beck fielen daraufhin an die Nachfahren seiner Schwester, einer verheirateten Gräfin Wolff-Metternich zur Gracht.

## Wappen
Das Stammwappen des Geschlechts von der Wenge zeigt in Silber einen schwarzen Torturm mit geöffnetem Fallgitter und drei Spitzdächern, darauf je ein rechtshin wehendes goldenes Fähnchen. Auf dem Helm mit schwarz-silbernen Decken der Torturm zwischen einem offenen schwarzen Flug.

## Personen

### Baltische Linie (Lambsdorff)

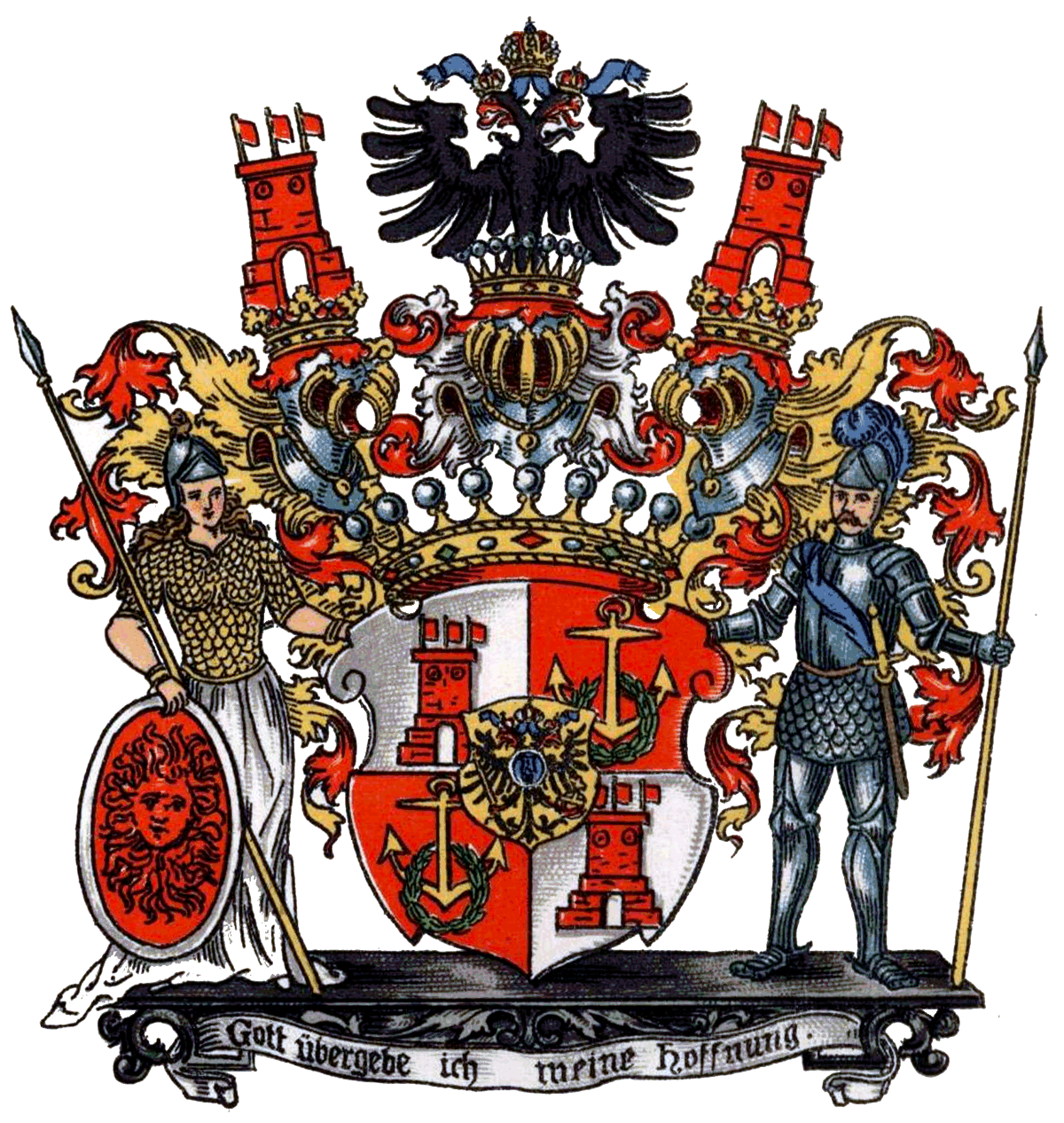
Gräfliches Wappen derer von der Wenge gen. Lambsdorff

- Gustav Matthias Graf Lambsdorff (1745–1828), russischer General der Infanterie, Kurländischer Zivilgouverneur (1796–1798), 1817 in den erblichen russischen Grafenstand erhoben
- Nicolaus Lamsdorff (1804–1877), russischer Generalmajor
- Nicolaus Magnus von Lamsdorff (1829–1891), Gouvernements-Adelsmarschall
- Konstantin Graf Lamsdorff-Galagan (1841–1900), russischer Generalleutnant[4]
- Wladimir Nikolajewitsch Lamsdorf (1845–1907), russischer Politiker
- Georg Graf von Lambsdorff (1863–1935), Regierungspräsident im preußischen Regierungsbezirk Gumbinnen (1915–1919)
- Gustav Graf von Lambsdorff (1867–1937), preußischer Generalleutnant
- Paul Graf von Lambsdorff-Galagan (1879–1954), russischer Hofrat und Staatssekretär[5]
- Ralf Graf von Lambsdorff (1883–1970), Präsident des Baltischen Roten Kreuzes[6]
- Otto Graf Lambsdorff (1926–2009), deutscher Politiker (FDP), Bundesminister für Wirtschaft
- Hagen Graf Lambsdorff (* 1935), ehemaliger deutscher Botschafter in Tschechien und Lettland (1991–1993)
- Udo Graf Lambsdorff (1939–2011), deutscher Filmproduzent
- Alexandra Gräfin Lambsdorff (* 1945, geb. von Quistorp), deutsche Volkswirtin
- Nikolaus Graf Lambsdorff (* 1954), deutscher Diplomat, u. a. Botschafter in Kuala Lumpur (August 2017 bis Juni 2020)[7]
- Johann Graf Lambsdorff (* 1965), Professor für Wirtschaftstheorie an der Universität Passau und Begründer des Korruptionswahrnehmungsindex
- Alexander Graf Lambsdorff (* 1966), deutscher Politiker (FDP), deutscher Diplomat, seit 2023 Botschafter in Russland

### Westfälische Linie (Wenge)

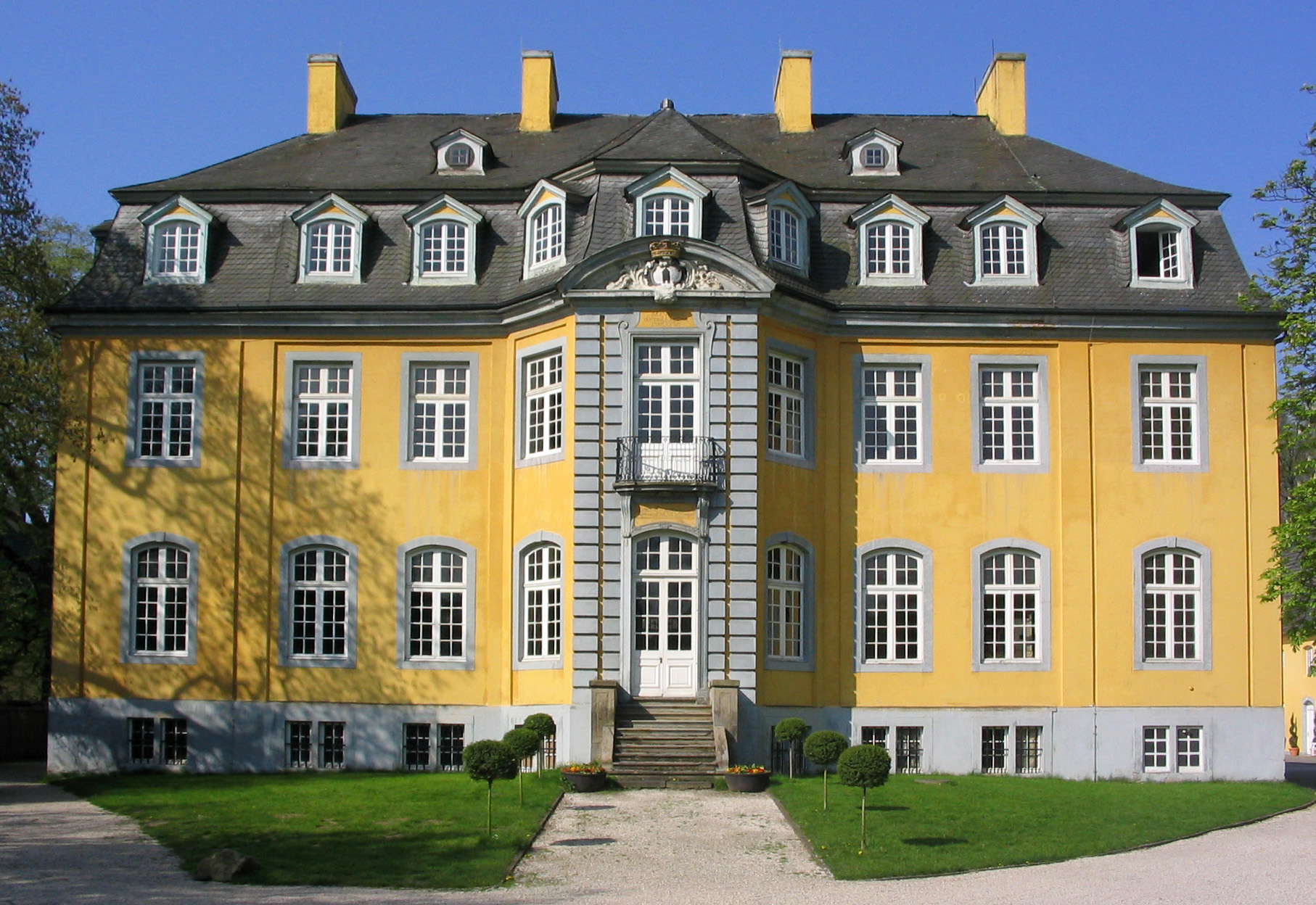
Schloss Beck, erbaut um 1770

- Friedrich Florenz Raban Freiherr von der Wenge (1702–1775), kurkölnischer Generalmajor, kaiserlicher Generalfeldwachtmeister und Feldmarschall-Leutnant, münsterscher Generalleutnant, Erbauer von Schloss Beck in Bottrop
- Franz Freiherr von der Wenge zu Enckingmühlen und Dieck (1707–1788), Domkapitular des Hochstiftes Münster, mit dem Bau der St.-Antony-Hütte Begründer der Eisenverhüttung im Ruhrgebiet
- Clemens August Freiherr von der Wenge (1740–1818), auf Wenge und Beck, kurkölnischer Geheimer Rat und Oberjägermeister, münsterscher Generalleutnant, Gouverneur der Stadt Münster, preußischer Generalleutnant